# Vabaduse puiestee
Le boulevard de la Liberté (estonien : Vabaduse puiestee) est une rue de Tallinn en Estonie.

## Présentation
Le boulevard Vabaduse puiestee part du quartier Liiva, où il bifurque de la rue Männiku tee. 
La rue passe par les quartiers Rahumäe, Nõmme, Hiiu et Kivimäe et se termine à Pääsküla, où elle rejoint Pärnu mnt. 
La longueur du boulevard est d'environ 6 kilomètres.

## Transports
Les bus de Tallinn numéros 18, 18A, 33 et 14 (express) circulent le long du boulevard. Les arrêts de bus sur le boulevard Vabadus sont : Liiva, Näitus, Haava, Valdeku, Nurme, Kaare, Hiiu, Jannseni, Hõimu, Vikerkaare, Raba et Naaritsa.
Les lignes de bus 113, 114, 115, 119, 119a, 133, 190, 240 et 256 du comté de Harju empruntent également le boulevard.

## Lieux et monuments de la rue
- Vabaduse puiestee 39, Café Diner
- Vabaduse puiestee 50, Tallinna Rahumäe Põhikooli hoone
- Vabaduse puiestee 54b, Magasin Selver
- Vabaduse puiestee 65, Centre administratif de Nõmme.
- Vabaduse puiestee 108, Hôtel Kannike
- Vabaduse puiestee 135a, Jardin d'enfants Nõmmekannike
- Vabaduse puiestee 156, Piscine de Nõmme
- Vabaduse puiestee 176, Dépôt de Pääsküla
- Parc Hiiu (et)
- Parc Võidu (et)

## Galerie

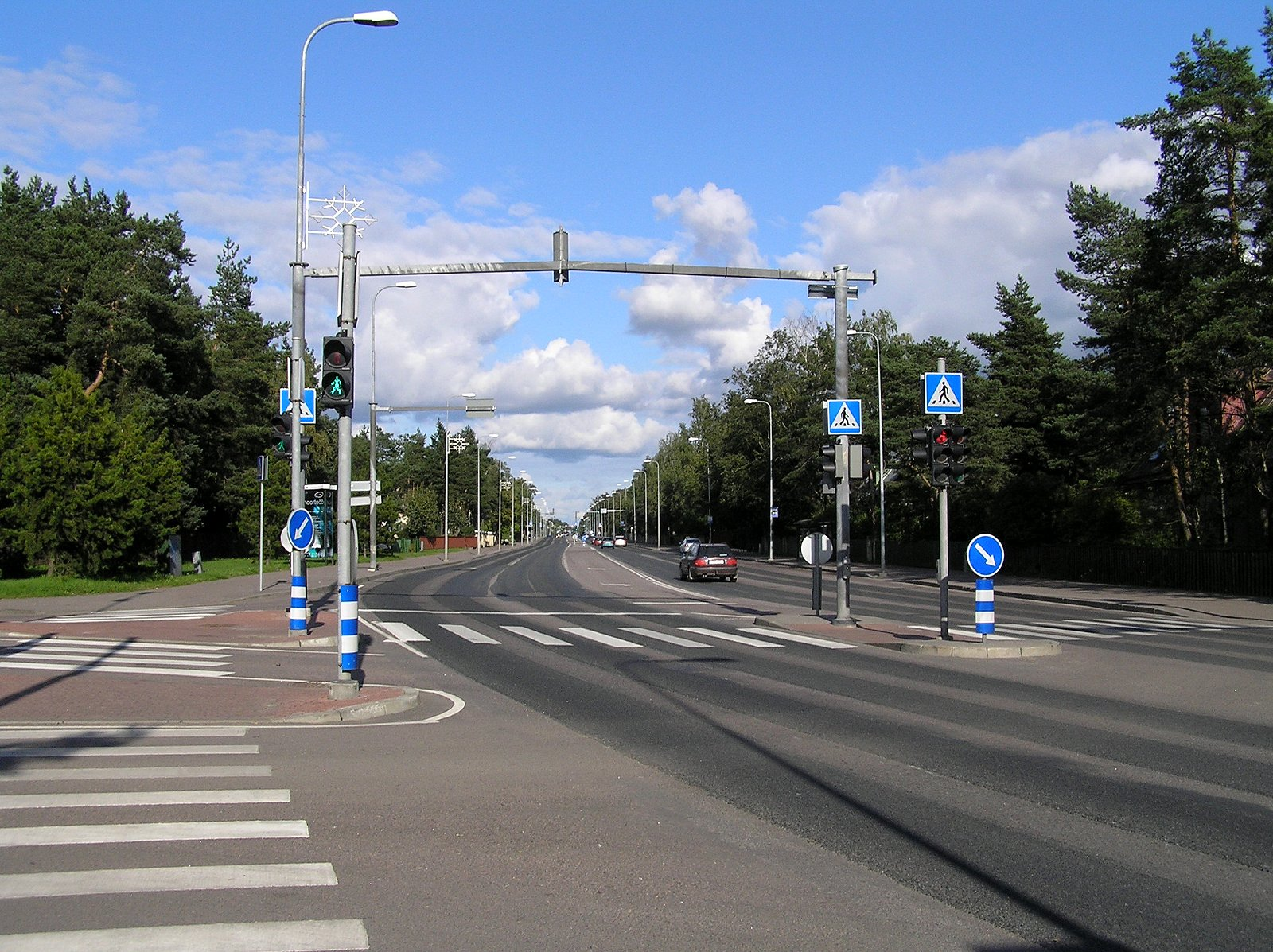
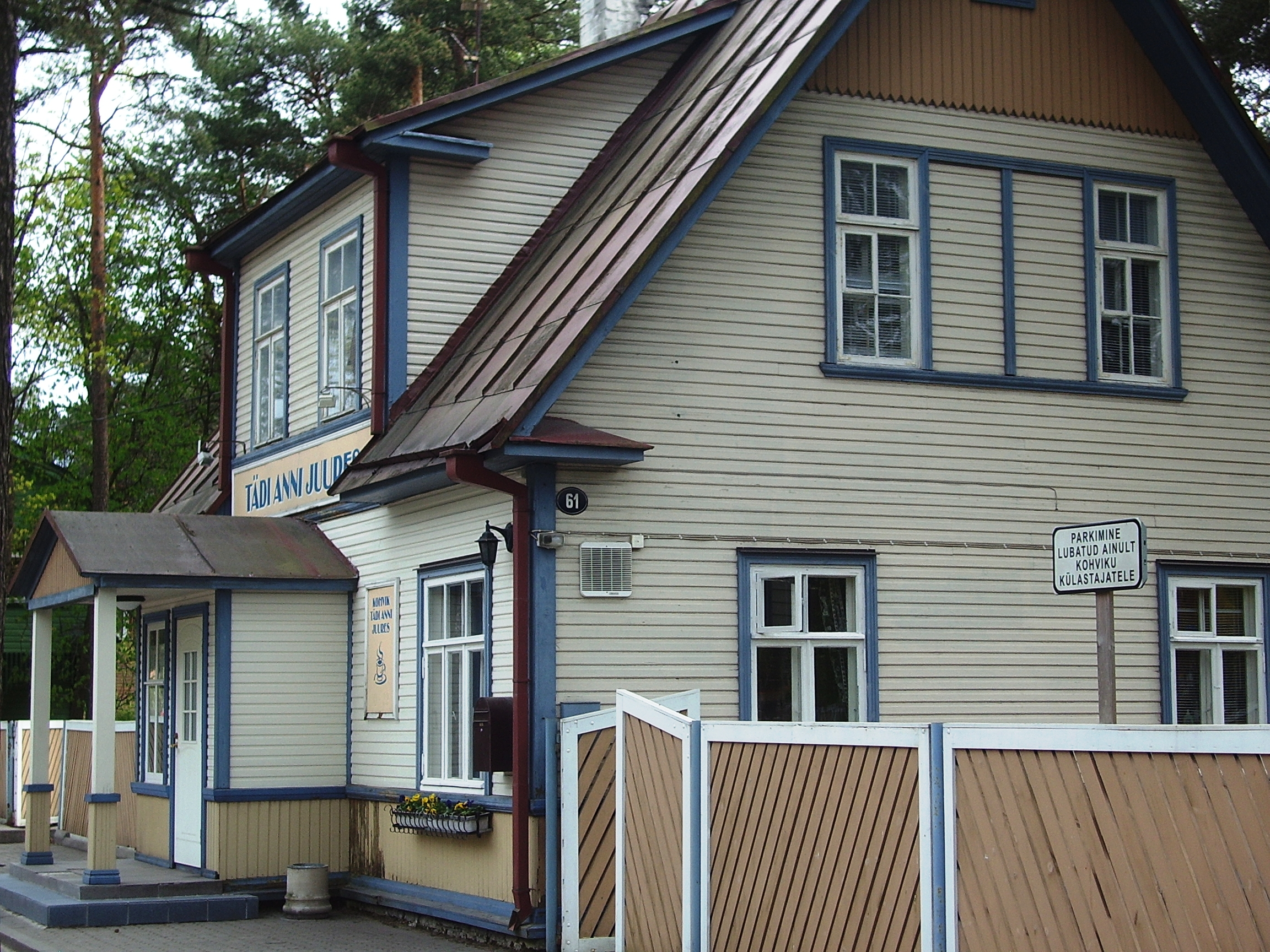
Vabaduse pst 61.
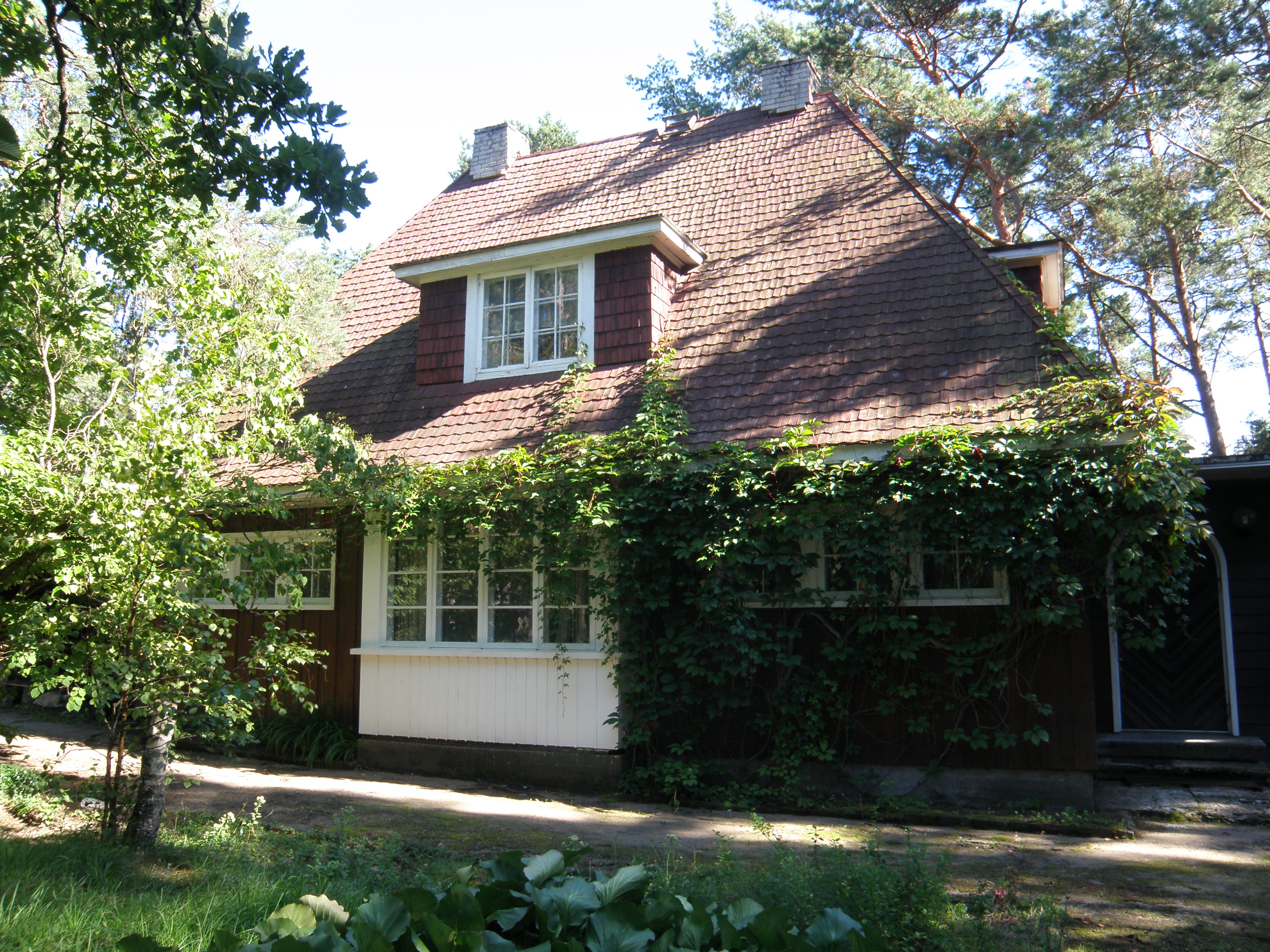
Vabaduse pst 127.

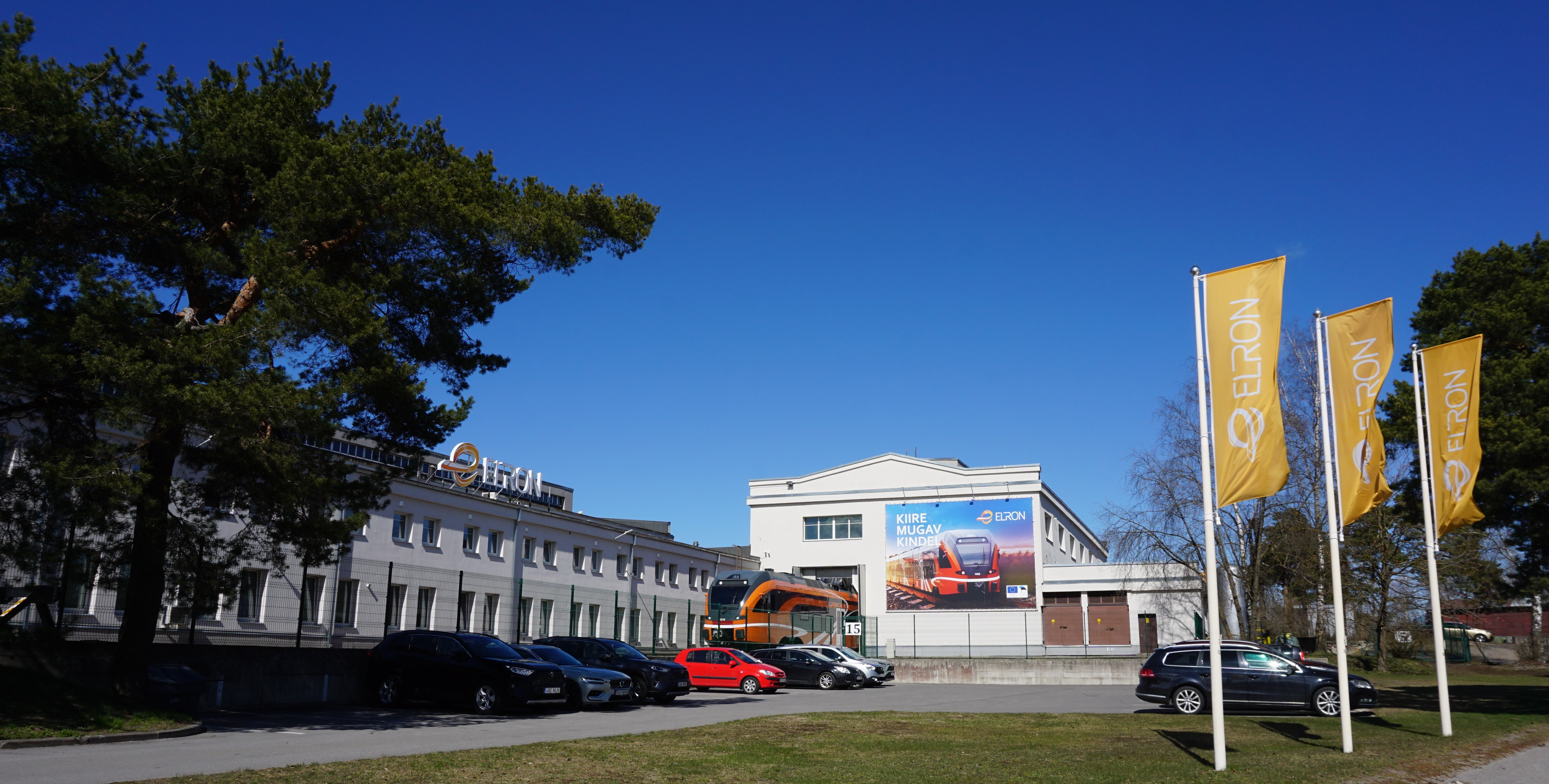
Vabaduse pst 176, AS Elroni.
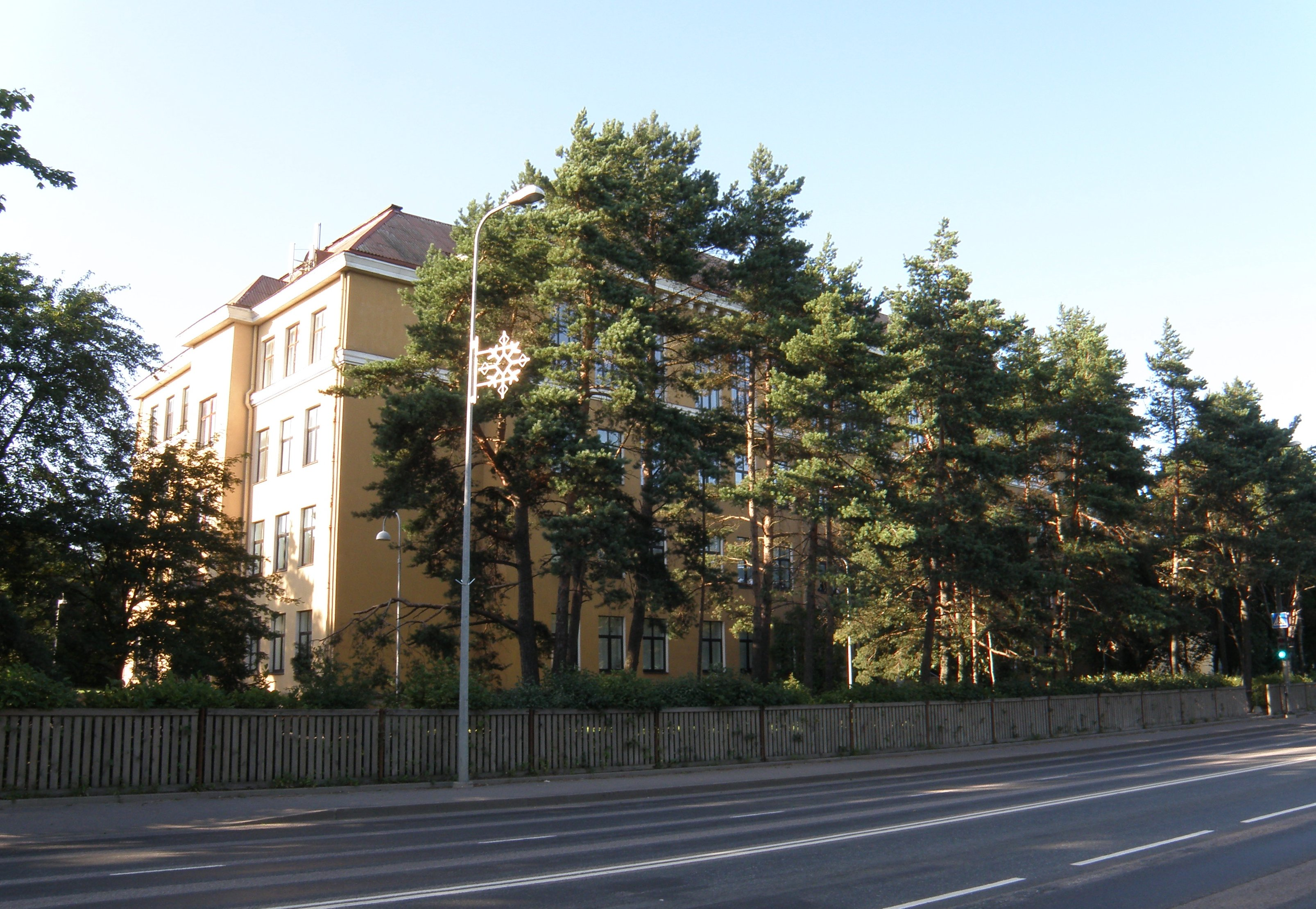
Vabaduse pst 130.
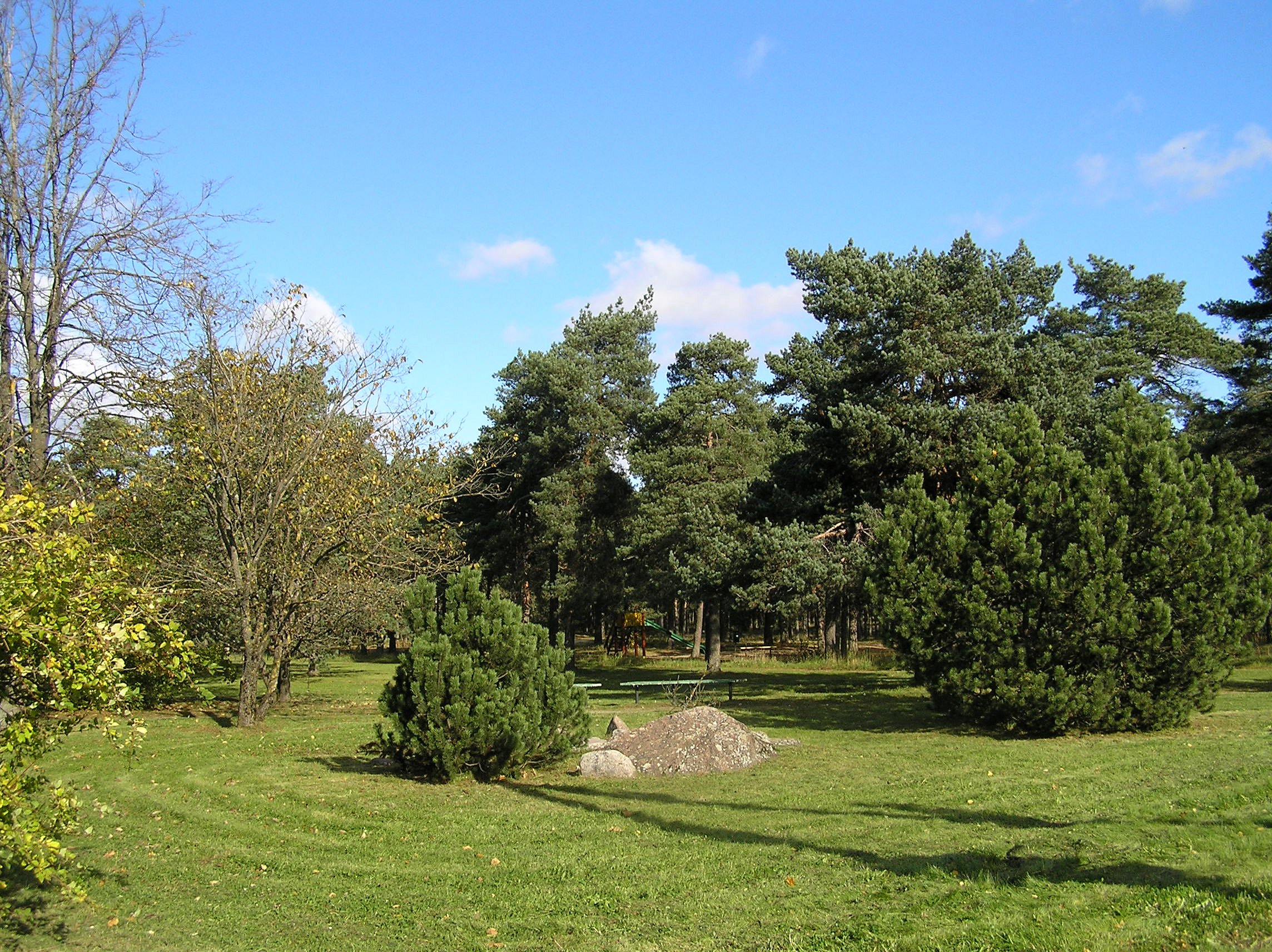
Parc Hiiu.